# Joshua (film 2007)
(Tagline del film)
Joshua è un film del 2007 diretto da George Ratliff, incentrato sul lato oscuro di un bambino di nove anni. Protagonista del film è il giovane attore Jacob Kogan.
Il film è stato distribuito negli Stati Uniti il 6 luglio 2007, dalla Fox Searchlight Pictures, in Italia è uscito in data 11 luglio 2008, distribuito dalla 20th Century Fox.

## Trama
Brad e Abby Cairn sono una ricca coppia di New York con due figli. Il loro primogenito di nove anni, Joshua, è un bambino prodigio del pianoforte, molto serio ma nonostante tutto molto educato e straordinariamente intelligente, che si sente trascurato dai genitori in seguito alla nascita della sorella Lily avvicinandosi pertanto allo zio Ned. Con il passare dei giorni, bizzarri avvenimenti portano tensione nella vita familiare distruggendo la serenità dei suoi membri: Lily piange incessantemente portando all'esaurimento Abby, emotivamente fragile già da prima, mentre Joshua assume comportamenti sempre più insoliti. Brad è incapace di gestire la situazione della moglie e dei figli a causa del suo lavoro.
Joshua provoca un litigio tra sua madre e la nonna paterna Hazel affermando di voler diventare cristiano dopo aver trascorso del tempo con la donna, in quanto Abby è ebrea ma non religiosa mentre Hazel è una fervente cristiana. Successivamente il bambino convince Abby a giocare con lui a nascondino e, mentre la donna sta contando, preleva Lily dalla culla e si nasconde con lei, causando il panico di Abby che arriva a perdere i sensi quando non riesce a trovarli. In un secondo momento Joshua rimette la sorella nella culla, facendo credere a tutti che sua madre abbia allucinato la sua scomparsa.
Brad discute dei problemi psicologici di Abby con Ned e decide di prendersi due settimane di ferie per occuparsi pienamente della famiglia. Hazel peggiora la situazione rinfacciandogli come stia fallendo nel suo ruolo di marito e padre, facendo intendere che i loro problemi derivano dalla vita in una grande città per spingerlo a trasferirsi con la moglie e i figli in una zona rurale. In seguito Joshua e Lily vanno al Brooklyn Museum con Hazel e, rimasto solo a casa, Brad trova una videocassetta che mostra Joshua svegliare sua sorella nel cuore della notte portandola a piangere. Si dirige quindi al museo, dove sorprende Joshua sul punto di spingere la carrozzina di Lily giù da una scalinata. Il bambino viene fermato in tempo dalla nonna, che spinge giù dalle scale subito dopo facendolo passare per un incidente. Brad sospetta fortemente del figlio e si confida con Ned al funerale; nel mentre, Abby ha avuto un altro esaurimento ed è stata chiusa in un istituto mentale.
Quella notte, Brad installa una serratura alla porta della sua camera da letto per dormire in sicurezza con Lily, temendo che Joshua tenterà di fare del male alla sorella, ritenendo che adesso il figlio non potrà più ferire nessuno perché ha capito ci sia qualcosa che non va. Su raccomandazione di Ned, Brad fa visitare il bambino da una psicologa che però viene ingannata e giunge alla conclusione errata che Joshua sia vittima di abusi domestici. Brad gli parla della sua intenzione di mandarlo in un collegio, al che Joshua fugge in apparenza sconvolto. L'uomo lo ritrova a casa nascosto in un armadio, mentre piange istericamente con un grande livido sulla schiena.
La mattina dopo, Brad porta i figli a passeggio ma Joshua sottrae il cucciolo a Lily facendola piangere e rifiutandosi di dire dove l'ha messo. Brad, provato mentalmente, lo schiaffeggia in pubblico e poi cerca di scusarsi, ma quando il figlio inizia a provocarlo perde il controllo e lo picchia con violenza rafforzando il caso di abuso di Joshua e mandando Brad in prigione per abuso minorile. È indicato che Joshua ha anche incastrato suo padre per aver manomesso i farmaci di Abby, suggerendo che Brad trascorrerà il resto della sua vita in prigione, lasciando Ned ad adottare Joshua e Lily.
Joshua convince suo zio a cantare con lui una canzone al pianoforte, nel cui testo spiega fondamentalmente come i suoi genitori non saranno mai amati da nessuno e che si è sbarazzato appositamente di loro per poter finalmente stare con Ned. Quest'ultimo sembra rendersi conto della verità e rivolge al nipote uno sguardo turbato.

## Musiche
- La canzone presente alla fine del film e durante i titolo di coda si intitola The Fly, ed è stata scritta da Dave Matthews appositamente per il film.
- La Sonata per pianoforte n. 12 di Beethoven, largamente presente nel film, è stata imparata e suonata dal dodicenne Jacob Kogan.